# Оругеро полінезійський
Оруге́ро полінезійський (Lalage maculosa) — вид горобцеподібних птахів родини личинкоїдових (Campephagidae). Мешкає на островах Полінезії та Меланезії. Виділяють низку підвидів.

## Опис
Довжина птаха становить 15-16 см. Забарвлення різниться в залежності від підвиду. Верхня частина тіла темна, чорна, коричнева або сіра. Нижня частина тіла біла або сірувата. Края махових пер білі. Пір'я на боках білі з чорними краями, через що на боках утворюються лускоподібний візерунок. Тім'я темне, через очі проходять темні смуги. Дзьоб прямий, гострий.

## Підвиди
Виділяють шістнадцять підвидів:
- L. m. ultima Mayr & Ripley, 1941 — острів Ефате (центральне Вануату);
- L. m. modesta Mayr & Ripley, 1941 — північне і центральне Вануату;
- L. m. melanopygia Mayr & Ripley, 1941 — острови Утупуа[en] і Нендо[en] (архіпелаг Санта-Крус);
- L. m. vanikorensis Mayr & Ripley, 1941 — острів Ванікоро;
- L. m. soror Mayr & Ripley, 1941 — острів Кадаву[en] (Фіджі);
- L. m. pumila Neumann, 1927 — острів Віті-Леву (Фіджі);
- L. m. mixta Mayr & Ripley, 1941 — північно-західні і центральні острови Фіджі;
- L. m. woodi Rothschild & Hartert, E, 1917 — північні острови Фіджі;
- L. m. rotumae Neumann, 1927 — острів Ротума (Фіджі);
- L. m. nesophila Mayr & Ripley, 1941 — острови Лау[en] (Фіджі);
- L. m. tabuensis Mayr & Ripley, 1941 — центральні і південні острови Тонга;
- L. m. vauana Mayr & Ripley, 1941 — острови Вавау (Тонга);
- L. m. keppeli Mayr & Ripley, 1941 — острови Тафахі[en] і Ніуатопутапу (Тонга);
- L. m. futunae Mayr & Ripley, 1941 — Волліс і Футуна;
- L. m. whitmeei Sharpe, 1878 — Ніуе;
- L. m. maculosa (Peale, 1849) — західне Самоа.

## Поширення і екологія
Полінезійські оругеро мешкають у Вануату, Фіджі, Тонзі, Самоа, Воллісі і Футуні, Ніуе і на Соломонових Островах. Вони живуть в тропічних лісах і парках.